# ウィルマ・ルドルフ
ウィルマ・グロディーン・ルドルフ（Wilma Glodean Rudolph、1940年6月23日 - 1994年11月12日）は、アメリカ・テネシー州出身の黒人女子陸上競技選手。ニックネームは「黒い真珠」。

## 経歴
スラム街の貧しい家庭で22人兄弟の20番目、体重2kgの未熟児で生まれ、4歳の時に猩紅熱と肺炎の合併症にかかり、左足の小児麻痺で歩けなくなった。
ウィルマは母に抱かれ、貧しい黒人も診てくれる80km先の病院まで毎週2回通い、医師の教えで母と兄弟は足のマッサージを続けた。8歳で補助具を付けてなんとか歩けるまでに回復し、その後、矯正靴をはいて兄弟と毎日バスケットボールをして遊び、12歳でついに完治。
スポーツ選手になることを決意し、中学ではバスケットボールで活躍。高校でも得点の州記録を作るなどの活躍で、チームを州のチャンピオンに導いた。テネシー州立大学の陸上コーチに見出されてキャンプに参加。16歳で1956年のメルボルンオリンピックに出場し、4×100mリレーで銅メダルを獲得。これにより州立大の奨学金も許可された。
全米選手権で200mの世界記録22秒9を作り、1960年のローマオリンピックに出場。100mの準決勝で世界タイ記録の11秒3を作り、決勝では11秒0（追い風参考）で優勝。200mでも優勝。4×100mではアンカーを務め準決勝で世界記録44秒4を作り、決勝は足首を痛めながらも金メダルを獲得。黒人女性としては史上初の短距離3種目制覇を達成した。翌年には100mの世界新記録11秒2を作った。
1962年に22歳で引退し、教師、陸上のコーチ、スポーツコメンテーターなどを務め、後に子供たちのためのウィルマ・ルドルフ基金を設立。1994年11月12日、脳腫瘍のため54歳で死去。
アメリカの女性スポーツ財団は毎年、困難な状況にも負けず素晴らしい功績をおさめ、他の女性アスリートたちの模範として活躍している女性アスリートにウィルマ・ルドルフ・カレッジ賞を授与している。